# Пальфи, Дьёрдь
Дьёрдь Па́льфи (венг. Pálfi György; 11 апреля 1974 года, Будапешт, Венгерская Народная Республика) — венгерский кинорежиссёр и сценарист.

## Биография
Дьёрдь Пальфи дебютировал в кино в качестве актёра когда ему было всего 14 лет, тогда он получил небольшую роль в драме «Документатор» (1988). А уже в 1997 году Палфи представил свою первую режиссёрскую работу — короткометражный фильм «A Hal» с Ференсом Элеком в главной роли.
Окончил Академию театра и кино в Будапеште. В 2000 году Дьёрдь Палфи попробовал работать и на телевидении, сняв эпизод телесериала. В следующем году он выступил на поприще помощника режиссёра и оператора, поработав над фильмом «Собственный остров» (2001). А с 2002 года режиссёр стал снимать фильмы по собственным сценариям, первой такой работой стал фильм «Икота» (2002).

## Фильмография
- Икота (2002, Европейская кинопремия в номинации Открытие года, специальное упоминание Сан-Себастьянского МКФ)
- Таксидермия (2006, премия NHK на МКФ Сандэнс)
- Я тебе не друг (2009, номинация на Хрустальный глобус МКФ в Карловых Варах)
- Окончательный монтаж — дамы и господа! (2012)
- Свободное падение/ Szabadesés (2014)
- Глас Господа / His Master’s Voice (2018), вольная экранизация романа Станислава Лема